# طائرة ذات أجنحة مترادفة

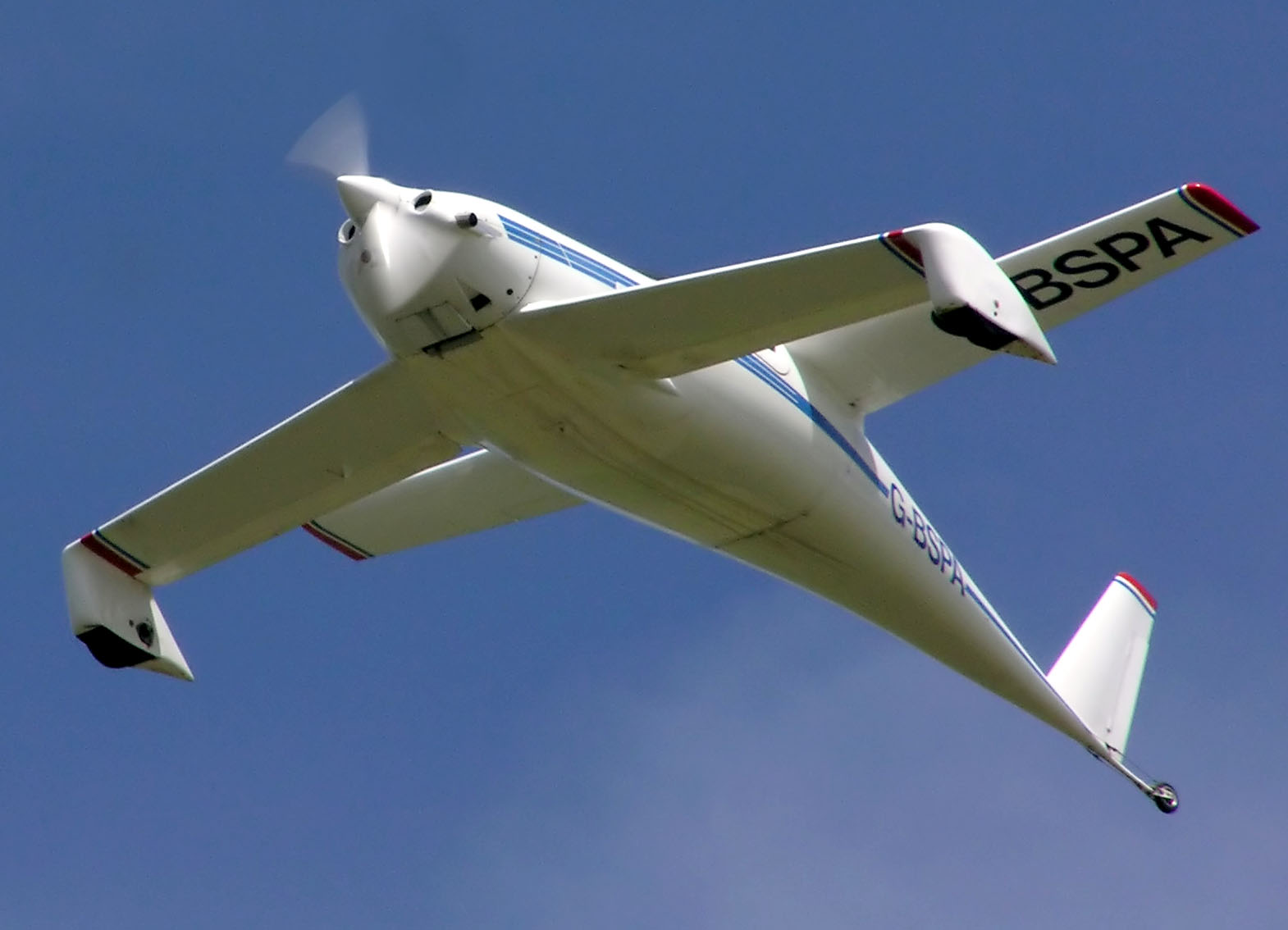
QAC Quickie Q2

الطائرة ذات الأجنحة المترادفة (بالإنجليزية: Tandem Wing) هي طائرة تملك جناحين رئيسين يتوضع الأول في مقدمة الطائرة ويتوضع الآخر إلى الوراء منه. يساهم كلا الجناحين في الرفع.
تختلف هذه الطائرة عن الطائرة ذات السطحين والتي تكون الأجنحة فيها متموضعة بعضها فوق بعض.